# Eria sicaria
Eria sicaria är en orkidéart som beskrevs av John Lindley. Eria sicaria ingår i släktet Eria och familjen orkidéer.
Artens utbredningsområde är Burma. Inga underarter finns listade i Catalogue of Life.